# هيلدغارد من فينزغاو
هيلدغارد (754- 30 أبريل 783)، كانت ملكة فرنجة الثانية حيث كانت الزوجة الثانية للملك شارلمان ووالدة لويس التقي لا يُعرف سوى القليل عن حياتها لأنها مثل جميع النساء الأخريات الذي اقيموا بعلاقة مع شارلمان، أصبحت فقط من خلفية سياسية مع سجلات عن نسبها وزواجها ودورها كأم.

## أصلها
كانت ابنة الكونت الجرماني جيرولد من فينزغاو وزوجته إيما، وهي ابنة الدوق نيبي الألماني وهينريسويثا فون بودينسي.  كان والد هيلغارد يمتلك ممتلكات واسعة النطاق في عهد كارلومان، شقيق شارلمان الأصغر. لذلك كان لهذا الاتحاد أهمية كبيرة بالنسبة لشارلمان ، لأنه يستطيع تعزيز موقعه في شرق نهر الراين ويمكنه أيضًا ربط النبلاء الألمان إلى جانبه.

## السيرة الذاتية
من غير المعروف ما إذا كان شارلمان قد خطط لزواجه قبل الوفاة المفاجئة لكارلومان أم أنه كان مجرد جزء من التأسيس الهادف لمملكة أخيه الأصغر، على حساب ادعاءات أبناء أخيه.  على أي حال، أقيم حفل الزفاف بين شارلمان وهيلدغارد في آخن بالتأكيد قبل 30 أبريل 771، بعد طلاق الأميرة اللومباردية ديزيديراتا، زوجة شارلمان السابقة.
كانت تبلغ من العمر الثانية عشر أو الثالثة عشر عند زواجها من شارلمان. على الرغم من أن تاريخ ميلادها الاسمي سيضعها في السابعة عشرة من عمرها. ويمكن للفتيات الزواج في أي وقت بعد البلوغ، وفي القانون الروماني، الذي أيدته الكنيسة، كان سن 12 عامًا مناسبًا.  وقد تجلت العلاقة الجسدية القوية بين الزوجين من خلال حقيقة أن هيلدغارد، خلال زواجها الذي دام 12 عامًا، حملت 8 مرات. ومن اللافت للنظر أن السجلات لم تذكر أبدًا حالات الإجهاض أو الإملاص، مما يشير إلى أنها كانت تتمتع بصحة جيدة على الرغم من صغر سنها وقت الزفاف. لقد ماتت بعض الأطفال، على الرغم من أنهم كانوا أطفالًا بعد وقت قصير من ولادتهم.
خلال فترة حملها بتوأمها عام 778، اهتمت هيلدغارد في علم الفلك. أثناء وجودها مع شارلمان في حملته الإسبانية، يُعتقد أنها كانت "عالمة الفلك" المذكورة. الشخص الذي نعتقد أنه هيلدغارد، قام برسم خريطة للمواقع التي كان يخيم فيها شارلمان أثناء مسيرته.
توفيت هيلدغارد في 30 أبريل 783، وفقًا لبولس الشماس، في أعقاب ولادتها الأخيرة. ودُفنت في اليوم التالي (1 مايو 783) في دير سانت أرنولد في ميتز. بناءً على رغبة شارلمان، أضاءت الشموع بالقرب من قبرها وقُتلت الصلوات اليومية من أجل روحها.